# 克拉拉克 (大西洋比利牛斯省)
克拉拉克（法語：Claracq，法語發音：[klaʁak]）是法国大西洋比利牛斯省的一个市镇，属于波城区。

## 地理
克拉拉克（43°30'39"N, 0°17'59"W）面积9.87 平方千米，位于法国新阿基坦大区大西洋比利牛斯省，该省份为法国东南部省份，涵盖了贝阿恩与北巴斯克，西临大西洋比斯開灣，北至朗德省，东北接热尔省，东临上比利牛斯省，南与西班牙接壤。
与克拉拉克接壤的市镇（或旧市镇、城区）包括：布埃伊-布埃约-拉斯克、卡雷尔、加尔莱德蒙代巴、拉隆凯特、米奥桑拉尼斯、穆乌、里巴鲁伊、塔龙-萨迪拉克-维耶勒纳沃。

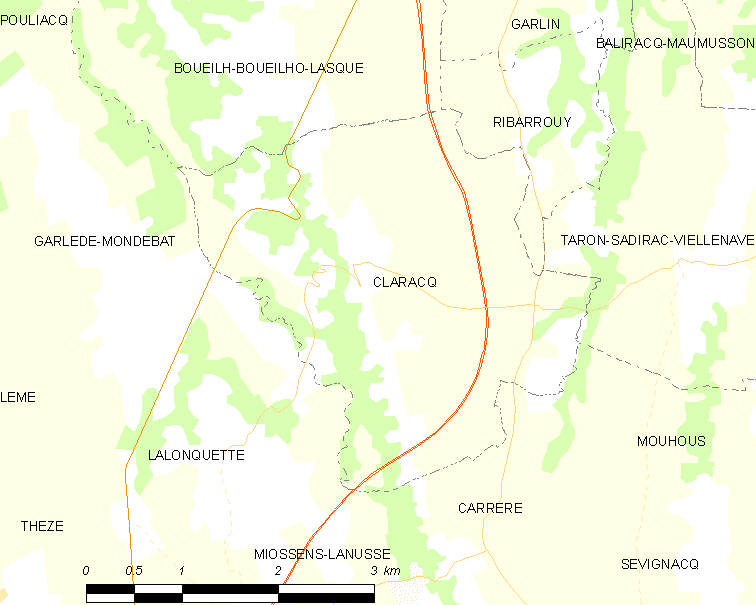
的OSM定位图

克拉拉克的时区为UTC+01:00、UTC+02:00（夏令时）。

## 行政
克拉拉克的邮政编码为64330，INSEE市镇编码为64190。

## 政治
克拉拉克所属的省级选区为吕伊河土地和维克比伊山坡县。

## 人口

1962-2008年间人口变化图示

克拉拉克于2022年1月1日时的人口数量为237人。